# Callistethus kulzeri
Callistethus kulzeri är en skalbaggsart som beskrevs av Frey 1968. Callistethus kulzeri ingår i släktet Callistethus och familjen Rutelidae. Inga underarter finns listade.